# مارسيل سيلفا أندرادي
مارسيل سيلفا أندرادي (بالبرتغالية: Marcel Silva Andrade‏) (10 أغسطس 1981 في البرازيل - ) هو لاعب كرة قدم برازيلي في مركز الوسط. لعب مع باوليستا وغريميو بورتو أليغرينزي ونادي بارانا ونادي بالميراس ونادي جوفنتودي ونادي ساو كايتانو ونادي كورينثيانز ونادي فيلا نوفا ونادي إيتوانو وUnião Agrícola Barbarense Futebol Clube ‏ وResende FC ‏ ونادي ناوتيكو ونادي ساو فيسنتي.

## وصلات خارجية
- مارسيل سيلفا أندرادي على موقع قاعدة بيانات كرة القدم.إي يو (الإنجليزية)
- مارسيل سيلفا أندرادي على موقع Soccerway.com (الإنجليزية)